# Oulad Cherki
Oulad Cherki (en àrab أولاد الشرقي, Ūlād ax-Xarqī; en amazic ⵡⵍⴰⴷ ⵛⵕⵇⵉ) és una comuna rural de la província d'El Kelâa des Sraghna, a la regió de Marràqueix-Safi, al Marroc. Segons el cens de 2014 tenia una població total de 7.399 persones.